# Kenta Hasegawa
Kenta Hasegawa (Shizuoka, 25. rujna 1965.) japanski je nogometaš.

## Klupska karijera
Igrao je za Nissan Motors i Shimizu S-Pulse.

## Reprezentativna karijera
Za japansku reprezentaciju igrao je od 1989. do 1995. godine. Odigrao je 27 utakmice postigavši 4 pogodaka.
S japanskom reprezentacijom Kenta Hasegawa je igrao na Kupa konfederacija 1995.

## Statistika
| Japan  | Japan | Japan |
| Godina | Nast. | Gol.  |
| ------ | ----- | ----- |
| 1989.  | 11    | 2     |
| 1990.  | 6     | 1     |
| 1991.  | 0     | 0     |
| 1992.  | 0     | 0     |
| 1993.  | 5     | 0     |
| 1994.  | 2     | 0     |
| 1995.  | 3     | 1     |
| Ukupno | 27    | 4     |

## Vanjske poveznice
- National Football Teams
- Japan National Football Team Database